# Carlo Massullo
Carlo Massullo (Roma, 13 de agosto de 1957) é um ex-pentatleta italiano, campeão olímpico. 

## Carreira
Carlo Massullo representou seu país nos Jogos Olímpicos de 1984, 1988 e 1992, na qual conquistou a medalha de ouro, no pentatlo moderno, em 1984 por equipes.